# Okuruto Noboru
Okuruto Noboru Inc. (giapponese: 株式会社オクルトノボル, Hepburn: Kabushiki-gaisha Okuruto Noboru) è uno studio di animazione giapponese con sede a Tokyo fondato il 1º dicembre 2017.

## Produzioni

### Serie TV
| Titolo                              | Regista                 | Inizio prima visione | Fine prima visione | Episodi | Note                                                                                  | Riferimenti |
| ----------------------------------- | ----------------------- | -------------------- | ------------------ | ------- | ------------------------------------------------------------------------------------- | ----------- |
| The Girl in Twilight                | Jin Tamamura Yūichi Abe | 1º ottobre 2018      | 17 dicembre 2018   | 12      | Multimedia franchise. In collaborazione con Dandelion Animation Studio. Episodi 8–13. | [ 1 ]       |
| The Hidden Dungeon Only I Can Enter | Kenta Ōnishi            | 9 gennaio 2021       |                    | 12      | Basata sulla serie di romanzi di Meguru Seto.                                         | [ 2 ]       |
| How Not to Summon a Demon Lord Ω    | Satoshi Kuwabara        | 8 aprile 2021        |                    |         | Sequel di How Not to Summon a Demon Lord. In collaborazione con Tezuka Productions.   | [ 3 ]       |

### Animazioni video
| Titolo                                       | Data di uscita  | Episodi | Note                                                          | Riferimenti |
| -------------------------------------------- | --------------- | ------- | ------------------------------------------------------------- | ----------- |
| Hyperdimension Neptunia: Nepu no Natsuyasumi | 8 luglio 2019   | 1       | Episodio OVA per Hyperdimension Neptunia: The Animation.      | [ 4 ]       |
| Planetarian: Snow Globe                      | 20 gennaio 2021 | 1       | Episodio OVA per Planetarian: The Reverie of a Little Planet. | [ 5 ]       |